# Anna Eshoo
Anna Eshoo, née Georges le 13 décembre 1942 à New Britain (Connecticut), est une femme politique américaine, élue démocrate de Californie à la Chambre des représentants des États-Unis de 1993 à 2025.

## Biographie
Anna Eshoo est diplômée d'un associate degree du Cañada College (en) en 1975. Deux ans plus tard, elle se présente sans succès au conseil d'administration des collèges communautaires du comté de San Mateo (qui comprend notamment le Cañada College). De 1980 à 1992, elle siège au Comité national démocrate.
À partir de 1983, elle siège au conseil du comté de San Mateo (board of supervisors).
En 1988, elle est candidate à la Chambre des représentants des États-Unis dans le 11e district de Californie. Elle est battue par le républicain Tom Campbell (en), elle rassemble 46 % des voix contre 52 % pour le républicain. En 1992, elle se présente une nouvelle fois au Congrès. Dans le 14e district, elle est élue représentante avec 56,7 % des suffrages, devant le républicain Tom Huening. Elle est depuis réélue tous les deux ans avec plus de 60 % des voix.
Le 21 novembre 2023, elle annonce qu'elle ne sera pas candidate lors des élections de 2024.